# Onimar Synn
Onimar Synn è un demone extraterrestre immaginario, un personaggio dei fumetti pubblicato dalla DC Comics. Comparve per la prima volta in JSA n. 23 (giugno 2001), e fu creato da David S. Goyer, Geoff Johns e Stephen Sadowsky.

## Biografia del personaggio
Secondo la leggenda, Thanagar fu afflitto da sette diavoli all'alba della sua storia. Nessuno di loro fu più temuto di Onimar Synn. Questi fu sconfitto dal leggendario eroe Kalmoran ed imprigionato in una volta di Metallo Nth dove rimase per un millennio. Incalcolabili anni dopo, Thanagar divenne molto più potente durante il suo imprigionamento, ma fu infine devastato nella guerra contro i Tormocks. Durante la ricostruzione, Synn riemerse e uccise il consiglio governante all'epoca. Quindi prese il controllo del pianeta, attraverso il controllo su tutto il Metallo Nth possibile. Attraverso le proprietà psicoreattive del metallo in questione, Synn non ottenne il controllo solo sul pianeta, ma su ogni singola mente abitante Thanagar.
A Synn si opposero i gerofanti, ribelli costituiti di nativi Thanagariani e di membri di razze conquistate dai Thanagariani anni addietro. Trasportando Kendra Saunders sul loro pianeta, lei riportò Hawkman indietro dal mondo dei morti. Armata di un guanto in Metallo Nth, "l'Artiglio di Horus", Hawkman e la Justice Society of America si batterono contro i soldati zombi di Synn. Tuttavia, gli eroi furono sopraffatti e catturati. Infine, dopo essere riusciti a liberarsi affrontarono Synn nella sua forma gigantesca. Prendendo il Metallo Nth dall'ambiente in cui si trovava per aumentare la sua taglia, Synn divenne così grande che persino Atom Smasher dovette faticare per combatterlo, in quanto anche il suo nuovo controllo sulle forze fondamentali dell'Universo gli permettevano di disabilitare il resto della Justice Society: come il suo comandare l'elettromagnetismo per negare l'aura protettiva di Flash, che lo protegge dall'attrito con l'aria alla sua massima velocità, o tagliando i legami che tenevano insieme gli atomi di Sand. Tuttavia, Hawkman e Hawkgirl riuscirono a sconfiggerlo insieme, dopo essere giunti a scoprire di amarsi. Le loro anime furono così potenti che distrussero il corpo in Metallo Nth di Synn grazie all'Artiglio di Horus.

### La guerra tra Rann e Thanagar
Onimar Synn fece ritorno durante la guerra tra Rann e Thanagar. Aiutato dai suoi adoratori, riuscì a riformarsi e a rinnovare i suoi piani di conquista. Tuttavia, viene sconfitto da una coalizione di eroi e diviso in sette parti, ognuna trasportata al centro di un sole diverso così che non si sarebbe più potuto riformare.

## Poteri e abilità
- Onimar Synn è un demone extraterrestre che si ciba di anime per alimentarsi. Coloro che uccide in questo modo vengono solitamente resuscitati come soldati zombi.
- Synn ha un'incredibile forza e un'inimmaginabile resistenza. Fu in grado di sopportare i colpi di Black Adam, senza riportarne segni visibili, ma invece lo colpì sufficientemente forte da fargli male e farlo volare via. Se il suo corpo si divide, le parti si riuniscono quando vengono avvicinate.
- Essendo vecchio quanto lo stesso Thanagar, Synn possiede la conoscenza antica di come utilizzare al meglio i poteri del Metallo Nth. Conosciuto per le sue abilità anti-gravità, Synn utilizzò il Metallo Nth per affliggere l'elettromagnetismo, l'Interazione forte e quella debole (vedi anche Teoria della grande unificazione). Può anche produrre una ripercussione con esso.